# Villa Da Sacco
Villa Albertini, Da Sacco, Bottura, detta Villa Giulia, è una villa veneta risalente al 1840. Essa si trova ad Arcé, nel comune di Pescantina, in Valpolicella, nella provincia di Verona. 

## Storia
Si hanno notizie della villa fin dal 1713 quando era di proprietà del conte Alessandro Sansebastiani. Nel 1825 passò di proprietà, venendo acquistata dal conte Alberto degli Albertini.
Tra il 1840 e il 1856 fu oggetto di sostanziali restauri da parte del celebre architetto Francesco Ronzani. 
Nel 1919 con il matrimonio di Giulia degli Albertini con Alberto Da Sacco, la villa entrò nei beni dei conti Da Sacco.

## Descrizione
L'edificio signorile ha la forma rettangolare con due facciate quasi uguali, una a nord verso il giardino e una a sud verso l'Adige. La villa è strutturata su tre piani, con al centro un ampio salone. 
Al di fuori del muro di cinta si trovano alcuni antichi rustici che costituivano la darsena sull'Adige.
Nella cappella si trova una tela attribuita a Giorgio Vasari, raffigurante una Madonna e Santi.